# Ikuzo Saito
Ikuzo Saito (斎藤育造 (Saito Ikuzo?); 11 agosto 1960) è un ex lottatore giapponese, specializzato nella lotta greco-romana.

## Palmarès

### Olimpiadi
- 1 medaglia:
  - 1 bronzo (Los Angeles 1984 nei pesi mosca-leggeri)